# ایرینا کوپچنکو
ایرینا کوپچنکو (روسی: Ирина Петровна Купченко؛ زادهٔ ۱ مارس ۱۹۴۸) یک هنرپیشه اهل اتحاد جماهیر سوسیالیستی شوروی است.
از فیلم‌ها یا برنامه‌های تلویزیونی که وی در آن نقش داشته‌است می‌توان به سگ باسکرویل اشاره کرد.